# Joost van den Akker
Joost Pieter van den Akker (Rotterdam, 6 oktober 1984) is een Nederlandse jurist, politicoloog, VVD-politicus en bestuurder.

## Biografie

### Opleiding en loopbaan
Van den Akker ging van 1998 tot 2004 naar het gymnasium aan het Coornhert Gymnasium te Gouda en behaalde in 2007 een BA en in 2008 een MA in Europese studies aan de Universiteit Maastricht en de RWTH Aachen. Van 2006 tot 2007 volgde hij een semester in politicologie en geschiedenis aan de Ludwig-Maximilians-Universität München. In 2010 behaalde hij een Master of Laws in Europees recht aan de Universiteit Maastricht.
Van 2007 tot 2010 was Van den Akker penningmeester van het Universiteitsorkest Maastricht. Van 2007 tot 2008 was hij vicevoorzitter van de faculteitsraad van de faculteit Cultuur- en Maatschappijwetenschappen en van 2009 tot 2010 vicevoorzitter van de universiteitsraad van de Universiteit Maastricht.   
Van juni 2006 tot februari 2007 was Van den Akker stagiair bij de gemeente Maastricht waar hij als schrijver het boek Maastricht het verdrag, the treaty schreef ter gelegenheid van het 15-jarig jubileum van het Verdrag van Maastricht (1992). Van september 2008 tot december 2008 was hij trainee-beleidsmedewerker bij het Europees Parlement Liaisonbureau in Den Haag. Van februari 2009 tot april 2018 was hij docent European Studies aan de Zuyd Hogeschool.
Van september 2012 tot juli 2018 was Van den Akker promovendus aan de Universiteit Twente bij hoogleraar Kees Aarts en verrichtte een onderzoek op het gebied van referenda. Op 4 juli 2018 promoveerde hij in de politicologie op zijn proefschrift Ruling the Referendum? European Integration Challenged by Direct Democracy. Daarnaast was hij onderzoeker bij het lectoraat Recht in Europa aan de Zuyd Hogeschool en spreker bij congressen en symposia over de Europese Unie en referenda.

### Politieke loopbaan
Van den Akker was van 2006 tot 2010 fractiesecretaris van de VVD in Maastricht en van 2010 tot 2011 penningmeester van de VVD in Limburg. Van 2007 tot 2016 was hij lid van de VVD-partijcommissie Europese Zaken. In 2009 volgde hij een topkadertraining en was hij lid van de programmacommissie voor de Tweede Kamerverkiezingen 2010. In 2009 stond hij als kandidaat op nummer 12 van de kandidatenlijst voor de Europese Parlementsverkiezingen 2009 en in 2014 als nummer 7 voor de Europese Parlementsverkiezingen 2014.
Van maart 2011 tot april 2018 en van maart 2019 tot juni 2019 was Van den Akker Statenlid van Limburg. Van juni 2012 tot april 2018 was hij VVD-fractievoorzitter. Vanaf april 2018 was hij gedeputeerde van Limburg en tot juni 2019 had hij in zijn portefeuille Economie & Kennisinfrastructuur en sinds juni 2019 Economie, Onderwijs en Sport. Op 9 april 2021 trad hij, samen met de andere leden van het college van Gedeputeerde Staten, terug in verband met een integriteitsschandaal rondom de Stichting Instandhouding Kleine Landschapselementen in Limburg (IKL) en oud-gedeputeerde Herman Vrehen.